# Marianów (gmina Chynów)
Marianów – wieś sołecka w Polsce, położona w województwie mazowieckim, w powiecie grójeckim, w gminie Chynów.
W latach 1975–1998 miejscowość należała administracyjnie do województwa radomskiego.